# Lista över fornlämningar i Strömstads kommun (Tjärnö)
Lista över fornlämningar i Strömstads kommun (Tjärnö) är en förteckning av ett urval av de fornlämningar som finns i Tjärnö i Strömstads kommun.
| Namn                       | Lämningstyp      | Tillkomsttid | Historisk indelning | Plats | Läge                 | ID-nr          | Bild                                 |
| -------------------------- | ---------------- | ------------ | ------------------- | ----- | -------------------- | -------------- | ------------------------------------ |
| Tjärnö 30:1                | Röse             |              | Tjärnö, Bohuslän    |       | 58.908924, 11.113566 | 10160800300001 | Ladda upp en bild av detta fornminne |
| Tjärnö 31:1                | Röse             |              | Tjärnö, Bohuslän    |       | 58.914224, 11.158166 | 10160800310001 | Ladda upp en bild av detta fornminne |
| Tjärnö 33:1                | Röse             |              | Tjärnö, Bohuslän    |       | 58.912997, 11.179922 | 10160800330001 | Ladda upp en bild av detta fornminne |
| Tjärnö 34:1                | Röse             |              | Tjärnö, Bohuslän    |       | 58.897936, 11.112219 | 10160800340001 | Ladda upp en bild av detta fornminne |
| Tjärnö 34:2                | Röse             |              | Tjärnö, Bohuslän    |       | 58.898188, 11.112203 | 10160800340002 | Ladda upp en bild av detta fornminne |
| Tjärnö 34:3                | Röse             |              | Tjärnö, Bohuslän    |       | 58.898270, 11.112001 | 10160800340003 | Ladda upp en bild av detta fornminne |
| Tjärnö 39:1                | Röse             |              | Tjärnö, Bohuslän    |       | 58.889717, 11.178773 | 10160800390001 | Ladda upp en bild av detta fornminne |
| Tjärnö 40:1                | Röse             |              | Tjärnö, Bohuslän    |       | 58.883997, 11.185952 | 10160800400001 | Ladda upp en bild av detta fornminne |
| Tjärnö 41:1                | Röse             |              | Tjärnö, Bohuslän    |       | 58.905013, 11.187892 | 10160800410001 | Ladda upp en bild av detta fornminne |
| Tjärnö 42:1                | Röse             |              | Tjärnö, Bohuslän    |       | 58.902947, 11.190630 | 10160800420001 | Ladda upp en bild av detta fornminne |
| Tjärnö 43:1                | Röse             |              | Tjärnö, Bohuslän    |       | 58.900349, 11.191832 | 10160800430001 | Ladda upp en bild av detta fornminne |
| Tjärnö 48:1                | Röse             |              | Tjärnö, Bohuslän    |       | 58.864755, 11.201637 | 10160800480001 | Ladda upp en bild av detta fornminne |
| Tjärnö 51:1                | Röse             |              | Tjärnö, Bohuslän    |       | 58.856220, 11.204254 | 10160800510001 | Ladda upp en bild av detta fornminne |
| Tjärnö 52:1                | Röse             |              | Tjärnö, Bohuslän    |       | 58.849652, 11.202848 | 10160800520001 | Ladda upp en bild av detta fornminne |
| Tjärnö 52:2                | Röse             |              | Tjärnö, Bohuslän    |       | 58.849417, 11.203070 | 10160800520002 | Ladda upp en bild av detta fornminne |
| Tjärnö 54:1                | Röse             |              | Tjärnö, Bohuslän    |       | 58.848810, 11.202940 | 10160800540001 | Ladda upp en bild av detta fornminne |
| Tjärnö 58:1                | Röse             |              | Tjärnö, Bohuslän    |       | 58.835186, 11.179754 | 10160800580001 | Ladda upp en bild av detta fornminne |
| Tjärnö 59:1                | Röse             |              | Tjärnö, Bohuslän    |       | 58.839785, 11.218185 | 10160800590001 | Ladda upp en bild av detta fornminne |
| Tjärnö 70:1                | Röse             |              | Tjärnö, Bohuslän    |       | 58.905931, 11.188237 | 10160800700001 | Ladda upp en bild av detta fornminne |
| Tjärnö 72:1                | Röse             |              | Tjärnö, Bohuslän    |       | 58.898433, 11.192021 | 10160800720001 | Ladda upp en bild av detta fornminne |
| Gravbackarna (Tjärnö 73:1) | Begravningsplats |              | Tjärnö, Bohuslän    |       | 58.924343, 11.126392 | 10160800730001 | Ladda upp en bild av detta fornminne |
| Tjärnö 79:1                | Stensättning     |              | Tjärnö, Bohuslän    |       | 58.903949, 11.101023 | 10160800790001 | Ladda upp en bild av detta fornminne |
| Tjärnö 94:1                | Röse             |              | Tjärnö, Bohuslän    |       | 58.868511, 11.032907 | 10160800940001 | Ladda upp en bild av detta fornminne |
| Tjärnö 107:1               | Röse             |              | Tjärnö, Bohuslän    |       | 58.894179, 11.053301 | 10160801070001 | Ladda upp en bild av detta fornminne |
| Tjärnö 114:1               | Stensättning     |              | Tjärnö, Bohuslän    |       | 58.862647, 11.073949 | 10160801140001 | Ladda upp en bild av detta fornminne |
| Tjärnö 150:1               | Stensättning     |              | Tjärnö, Bohuslän    |       | 58.903960, 11.177930 | 10160801500001 | Ladda upp en bild av detta fornminne |
| Tjärnö 154:1               | Stensättning     |              | Tjärnö, Bohuslän    |       | 58.869654, 11.233254 | 10160801540001 | Ladda upp en bild av detta fornminne |
| Tjärnö 170:1               | Stensättning     |              | Tjärnö, Bohuslän    |       | 58.892107, 11.050439 | 10160801700001 | Ladda upp en bild av detta fornminne |